# Fabien Lacaf
Fabien Lacaf est un dessinateur de bande dessinée français né à Paris le 21 avril 1954 et mort à Léaz le 9 juin 2019. Il est également storyboarder pour le cinéma.

## Biographie
Fabien Lacaf naît à Paris le 21 avril 1954. Il suit d'abord des études d'architecture. Alors qu'il suit des études d'archéologie, Fabien Lacaf se tourne vers la bande dessinée en 1980, publiant des séries dans Charlie Mensuel et Métal hurlant, travaillant avec des scénaristes tels que Patrick Cothias ou Serge Le Tendre. En 1983 paraît sa première narration importante, Les Robinsons de l’Aquarius, dans L’Argonaute (scénario de Cothias). Il travaille un temps dans la bande dessinée jeunesse.
Dessinateur réaliste, son inspiration est diverse allant de la science-fiction (Les Robinsons de l'Aquarius), au policier (Macadam), en passant par l'histoire (la série Les Patriotes, Bayard). Il donne une interprétation graphique du film d'Antoine de Caunes, Monsieur N., sur un texte de son épouse Nelly Moriquand. Le couple signe plusieurs albums comme la série Les Pêcheurs d'étoiles, publiée à partir de 1989 et qui court jusqu'en 2019, totalisant cinq volumes, Le Bal des Chimères (2005 - 2006), Les amants de l'Oisans : Gaspard de la Meije et les Sources de l'alpinisme (2012),. Il a enseigné à l'école Émile-Cohl et travaille également à l'occasion pour la publicité. 
En parallèle de son activité en bande dessinée, il exerce comme storyboarder pour le cinéma.
Il meurt à Léaz le 9 juin 2019 dans un accident de moto,.

## Bandes dessinées
- Le Temps des châteaux t. 1 : Le Château de Fontainebleau, Serge Le Tendre (scénario), Fabien Lacaf (dessin), Éditions de l'Arbre à Images, 1985.
- Les Patriotes, t. 1 : L'Héritier perdu, Frank Giroud (scénario), Fabien Lacaf (dessin), Marianne Rousseau (couleur), Glénat, 1988.
- Les Pêcheurs d'étoiles, scénario de Nelly Moriquand, Glénat, coll. « Vécu »

1. La Fille du fleuve, 1989  (ISBN 2-7234-1133-8)
2. Ballast[11], 1990  (ISBN 2-7234-1221-0)
3. Les Gueules noires, 1991  (ISBN 2-7234-1371-3)
4. 26, rue de la belle marinière Marseille, 1992  (ISBN 2-7234-1533-3)
5. Les Chaînes de la liberté, éd. Mosquito, 2019  (ISBN 978-2-352-83530-1)

- Les Patriotes, t. 2 : Le Grand Saccage, Frank Giroud (scénario), Fabien Lacaf (dessin), Glénat, 1990.
- En route vers le futur, Patrick Cothias (scénario), Fabien Lacaf (dessin), Dargaud, 1990.
- Les Patriotes, t. 3 : Le Complot, Frank Giroud (scénario), Fabien Lacaf (dessin), Glénat, 1992.
- Macadam, 3 vol., Glénat[12], 1999-2001.
- La Traque, BD Daniel Bardet (scénario) Fabien Lacaf (dessin) Éditions Andarta, 2002.
- Monsieur N., Nelly Moriquand (scénario), Fabien Lacaf (dessin), Glénat, 2003.   (ISBN 2-7234-4174-1)
- L'Histoire de Mandrin en BD, Philippe Bonifay (scénario), Fabien Lacaf (dessin), Glénat, 2005.
- Le Bal des chimères, tome 1 Anaïs, Nelly Moriquand (scénario), Fabien Lacaf (dessin et couleurs), Albin Michel, 2005.  (ISBN 2-226-15801-4)
- Les enfants cachés, l'affaire Finaly, Catherine Poujol (scénario), Fabien Lacaf (dessin), Berg international, 2006.
- Le Bal des chimères, tome 2 Labyrinthes, Nelly Moriquand (scénario), Fabien Lacaf (dessin et couleurs), Albin Michel, 2006.   (ISBN 2-226-17132-0)
- L'Histoire de Bayard en BD, scénario de Nelly Moriquand, Glénat, coll. « Vécu », 2006  (ISBN 2-7234-5724-9)
- Les Flammes de l'Archange, Armand Guérin (scénario) et Fabien Lacaf (dessin), Glénat, 2009
- Alpe d'Huez : l'histoire d'Huez, scénario de Nelly Moriquand, Glénat, 2010  (ISBN 978-2-7234-8116-8)
- Le Mystère Tour Eiffel, Armand Guérin (scénario) et Fabien Lacaf (dessin), Glénat, 2010
- Les amants de l'Oisans : Gaspard de la Meije et les Sources de l'alpinisme, scénario de Nelly Moriquand, Glénat, coll. « Hors collection », 2013  (ISBN 978-2-7234-9275-1)
- Il était une fois le Carlton, Nelly Moriquand (scénario), Fabien Lacaf (dessin et couleurs), Éditions 12bis, 2013.  (ISBN 978-2-356-48400-0)
- Georges Guétary, Fabien Lacaf (scénario, dessin et couleurs), BD Chanson, 2013.

## Filmographie
En tant que storyboardeur
- 1995 : Le Hussard sur le toit de Jean-Paul Rappeneau
- 1996 : Un divan à New York de Chantal Akerman
- 1997
  - Bouge ! de Jérôme Cornuau
  - Droit dans le mur de Pierre Richard
  - K d'Alexandre Arcady
  - Mission impossible (jeu vidéo)
- 1998
  - Les Couloirs du temps : Les Visiteurs 2 de Jean-Marie Poiré
  - Hanuman de Frédéric Fougea
  - Mookie d'Hervé Palud
- 1999
  - Astérix et Obélix contre César de Claude Zidi
  - Le Fils du Français de Gérard Lauzier
- 2000
  - Deuxième vie de Patrick Braoudé
  - Vatel de Roland Joffé
- 2001
  - La Boîte de Claude Zidi
  - Les Visiteurs en Amérique de Jean-Marie Poiré
  - Vidocq de Pitof
- 2002 : Ma femme... s'appelle Maurice de Jean-Marie Poiré
- 2003
  - Monsieur N. d'Antoine de Caunes
  - Tais-toi ! de Francis Veber
- 2003 : D'Artagnan et les Trois Mousquetaires (téléfilm) de Pierre Aknine
- 2005 : Animal de Roselyne Bosch
- 2007 : Ali Baba et les 40 voleurs (téléfilm) de Pierre Aknine
- 2008
  - L'Emmerdeur de Francis Veber
  - Faubourg 36 de Christophe Barratier
- 2009 : Rose et Noir de Gérard Jugnot
- 2010 : Chateaubriand (téléfilm) de Pierre Aknine

En tant qu'acteur
- 2009 : Rose et Noir de Gérard Jugnot - rôle : le portraitiste